# USS Porter (DDG-78)
El USS Porter (DDG-78), llamado así en honor a David Porter, es el 28.º destructor de la clase Arleigh Burke, en servicio con la Armada de los Estados Unidos desde 1999.

## Nombre
Su nombre USS Porter honra al capitán David Porter.

## Construcción
Ordenado el 20 de julio de 1994 al Ingalls Shipbuilding (Misisipi), su construcción inició con la colocación de la quilla el 2 de diciembre de 1996. El casco fue botado el 12 de noviembre de 1997 y el buque completado entró en servicio el 20 de marzo de 1999.

## Historial de servicio

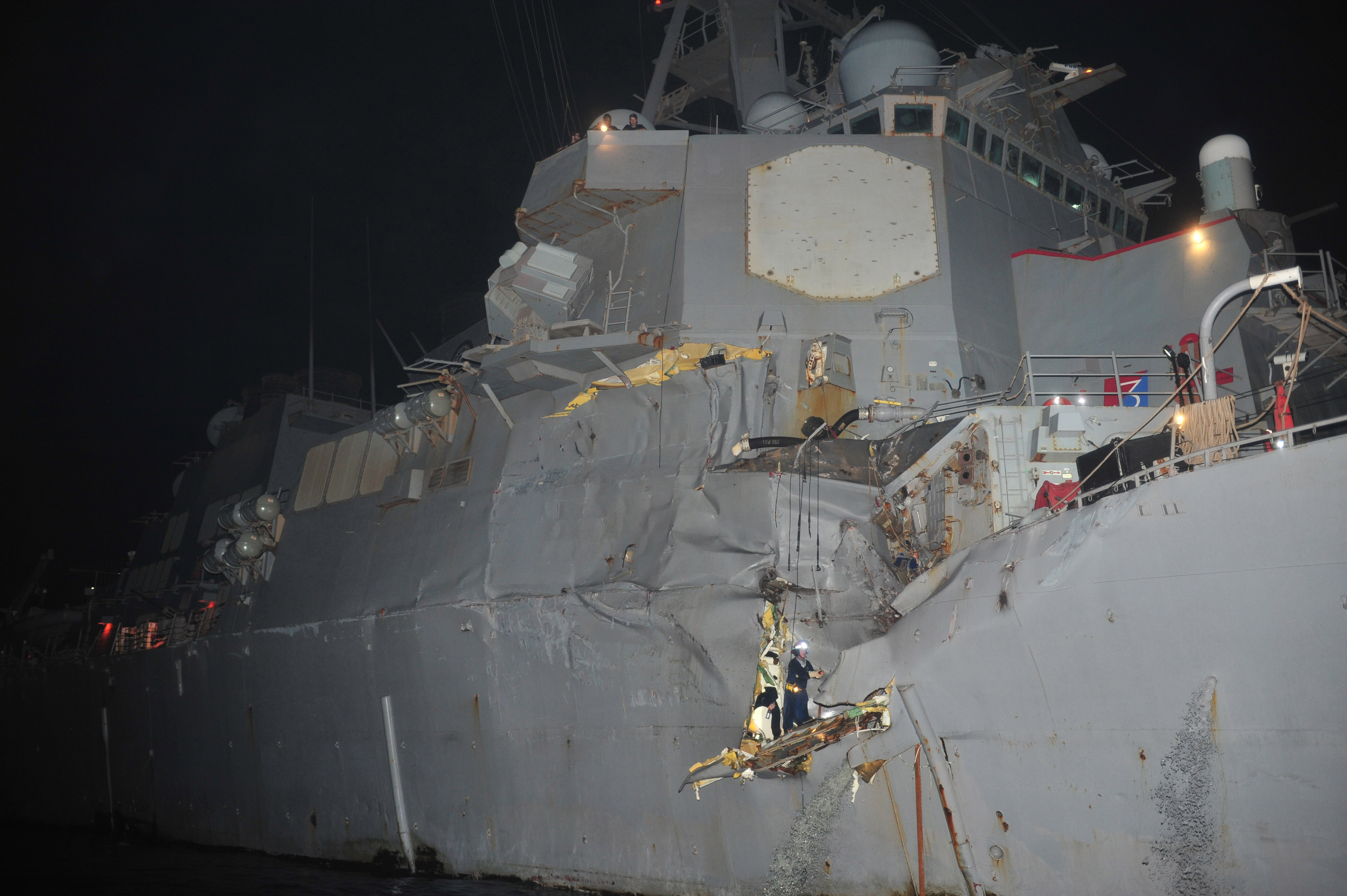
Vista de los desperfectos en el USS Porter (DDG-78) tras colisionar accidentalmente contra el petrolero MV Otowasan en 2012. No hubo heridos.

El 12 de agosto de 2012, Porter chocó con el MV Otowasan, un petrolero, cerca del Estrecho de Ormuz. La colisión abrió un agujero de 3 por 3 metros (10 pies × 10 pies) en el lado de estribor del destructor, obligándolo a retirarse a Jebel Ali, Dubai para reparaciones. Nadie en ninguno de los barcos resultó herido.
Está asignado en la Flota del Atlántico y su apostadero es la base naval de Rota (España).